# リハビリコネクト
リハビリコネクトは杉浦良介を中心に５人のメンバーで運営をしている訪問リハビリのコミュニティ。全国の訪問リハビリが集まるコミュニティを運営している団体。

## 概要
杉浦がリハビリコネクトを立ち上げたのは、自分が訪問リハビリを立ち上げる際に誰にも相談する場所がなく苦しい思いをしたことを原体験として、同じ思いを持つ人を支えるためである。
初期メンバーは杉浦良介、喜多一馬（以下喜多）、金児大地の三名だったが、喜多が訪問リハビリに携わっていなかったため、メンバーを再構成した。途中で卒業メンバーもいたが、令和２年現在のメンバーは杉浦良介（以下杉浦）、古谷直弘、喜多、田中恵、中山陽平である。